# Johan August Meijerfeldt der Jüngere

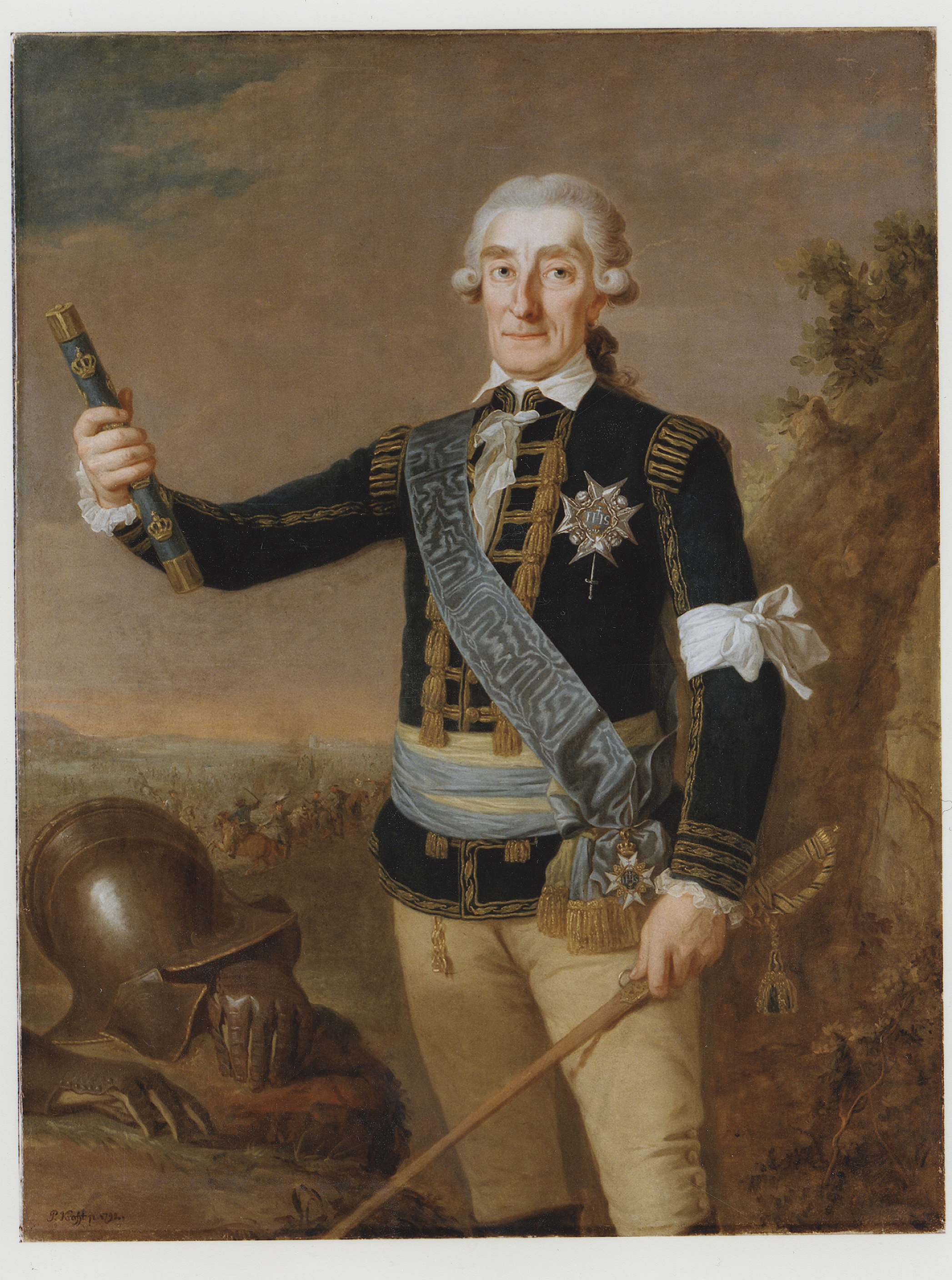
Johann August Meyerfeldt d. J., Gemälde von Peter Krafft d. Ä.

Johan August Meijerfeldt der Jüngere (auch Johann August Meyerfeldt; * 4. Mai 1725 in Stralsund; † 21. April 1800 in Klara bei Stockholm) war ein schwedischer Feldmarschall.

## Leben
Johann August Meyerfeldt war ein Sohn des Generalgouverneurs von Schwedisch-Pommern Johann August Meyerfeldt (1664–1749) und dessen Ehefrau Brigitta Barnekow (1700–1771). Im Alter von zwölf Jahren kam er in das Stralsunder Regiment des Obersten Dohna und wurde 1741 Fähnrich. Ab 1739 studierte er auch an der Universität Uppsala. 1744 wurde Meyerfeldt Kompaniechef im Leibregiment der Königin.
1745 trat Meyerfeldt in ausländische Dienste. Er kämpfte auf österreichischer Seite bei Soor, Kesselsdorf, Raucoux und Lauffeldt. Hier geriet er in französische Gefangenschaft, aus der er 1748 mit dem Frieden von Aachen frei kam. 1751 wurde Meyerfeldt zum Major im Stralsunder Garnisonsregiment des Obersten Cronhiort befördert.
Meyerfeldt gehörte der Hofpartei an und war in die Versuche der Königin Lovisa Ulrika involviert, die Macht des Königshauses zu stärken. Als der schwedische Reichsrat gegen diese Bestrebungen vorging, verließ Meyerfeldt Schweden, begab sich in die Dienste Karls I. von Braunschweig und nahm 1757 an der Schlacht bei Hastenbeck teil. Nachdem Schweden in den Siebenjährigen Krieg eingetreten war, kehrte Meyerfeldt nach Schwedisch-Pommern zurück und stellte in Stralsund ein Grenadierbataillon aus Mannschaften von drei deutschen Regimentern auf, mit dem er an den Kämpfen in Pommern teilnahm. 1759 wurde er zum Oberstleutnant befördert. 1766 versetzte man ihn in das Leibregiment der Königin und ernannte ihn zum Generaladjutanten. 1770 wurde er Chef des Regiments Västerbotten, wurde hier bis zum Generalleutnant befördert und wechselte 1779 als Chef in das Regiment Närke-Värmland.  
Während des Schwedisch-Russischen Krieges spielte Meyerfeldt eine bedeutende Rolle. Im Dezember 1788 übertrug ihm König Gustav III. das Kommando über sämtliche schwedischen Landstreitkräfte in Finnland. Nach der Rückeroberung der Stadt Högfors im Juli 1789 wurde Meyerfeldt zum General befördert. Nach dem Frieden von Värälä (1790) wurde er zum Feldmarschall ernannt, nahm jedoch bereits im März 1791 seinen Abschied. Am 1. November 1797 wurde er mit dem Seraphinenorden ausgezeichnet.

## Familie
Meyerfeldt war seit 1763 mit Louvisa Augusta Sparre (1745–1817) verheiratet. Sie hatten die Söhne Johann August (1766–1791) und Axel Fredrik (1769–1795).